# 白無垢 (曲)
「白無垢」（しろむく、英: Slush）は、日本のシンガーソングライター・キタニタツヤの楽曲。デジタル配信限定シングルとして2020年12月23日にMASTERSIX FOUNDATIONから各音楽配信サービスにてリリースされた。

## 概要
2020年12月から実施した4ヶ月連続配信シングルリリース企画の第1弾楽曲。先行配信を除くと初の配信限定シングルとなる。
9月30日に配信されたキタニタツヤのYouTube番組「キタニタツヤを解放せよ」にて制作された楽曲「サッポロ黒ラベルの歌」が原型となった。「サッポロ黒ラベルの歌」ではヴァースに番組中に募集した「キタニタツヤを解放せよ」リスナーの歌が採用されているが、「白無垢」では新たにキタニが歌詞、メロディを書いている。
歌詞は中原中也の『在りし日の歌』にインスピレーションを受けて制作された。またこの曲のヒップホップ感のあるビートについてキタニは「僕のリスナーは10代が多くこういったリズムに慣れていないと思うので、そんなリズムの楽しみ方をリスナーに伝えたいと思った」と語っている。
12月29日にミュージックビデオがYouTubeにて公開された。監督はNasty Men$ah。

## 収録曲
| #         | タイトル   | 作詞・作曲・編曲 | 時間 |
| --------- | ---------- | ---------------- | ---- |
| 1.        | 「白無垢」 | キタニタツヤ     | 3:26 |
| 合計時間: | 合計時間:  | 合計時間:        | 3:26 |

## クレジット
- Words & Music & Arrangement：キタニタツヤ
- Piano, Wurlitzer：平畑徹也
- Drums, Percussion：Matt
- All Other Instruments：キタニタツヤ
- Mix：SUI
- Mastering：酒井秀和(Sony Music Studios Tokyo)